# بطولة غينيا بيساو الوطنية 2017–18
بطولة غينيا بيساو الوطنية 2017–18 (بالبرتغالية: Campeonato Nacional da Guiné-Bissau 2017-18‏) هو موسم من بطولة غينيا بيساو الوطنية. أقيم بتاريخ 26 نوفمبر 2017، وأشرف على تنظيمه اتحاد غينيا بيساو لكرة القدم، وكان عدد الأندية المشاركة فيه 14، وفاز فيه Sport Bissau e Benfica ‏.